# Entrevías

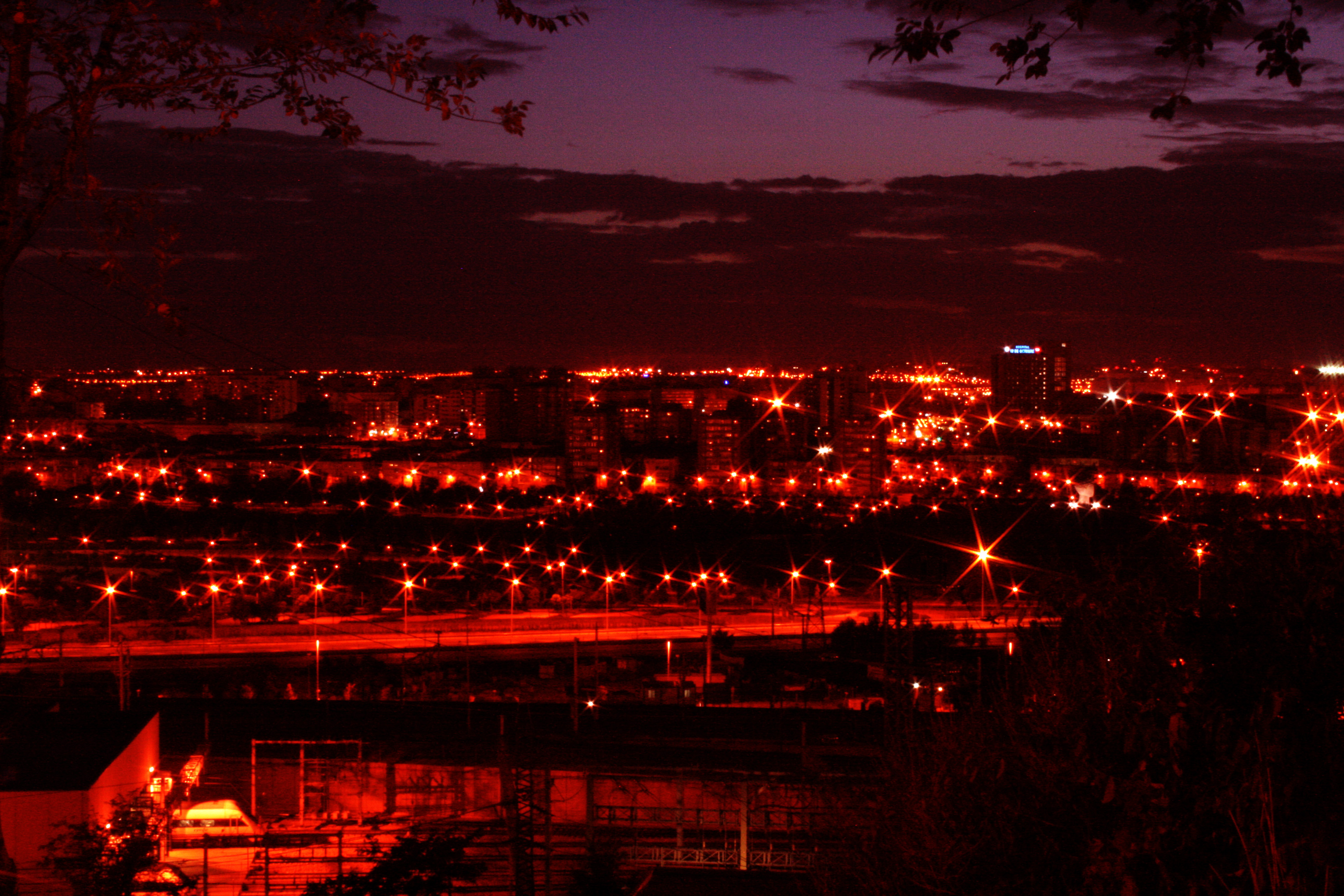
Vista nocturna de Madrid. Imatge presa des de la Ronda del Sur (Entrevías).

Entrevías és un barri del districte de Puente de Vallecas, a Madrid. Rep el seu nom al fet de trobar-se envoltat per les vies del tren en tots els sentits. Té 599,78 hectàrees i 37.060 habitants (2009). Limita al nord amb el barris de Legazpi i Atocha (Arganzuela), al nord-oest amb San Diego, Palomeras Bajas i Palomeras Sureste, a l'est amb San Fermín (Usera) i al sud amb el nucli històric de Vallecas.

## Comunicació per carretera
- Des de la carretera de circumval·lació Autopista M-30, cal agafar la sortida al carrer de Méndez Álvaro i dirigir-se, si es va per la M-30 nord (en el sentit de les agulles del rellotge), pel desviament cap a la dreta (l'avinguda d'Entrevías). En cas d'anar per la M-30 sud (sentit contrari a les agulles del rellotge) agafar la sortida cap a Méndez Álvaro, prenent el gir a l'esquerra que hi ha en una rotonda.
- Des de la carretera de circumval·lació Autopista M-40, agafar el desviament de l'avinguda de l'Albufera, anar cap al centre de la ciutat fins al carrer de Pablo Neruda. Girar cap a l'esquerra. Després, travessar el túnel que passa per sota de la via fèrria. Girar en una redona en la primera sortida cap a la dreta.
- Des de l'A-3 Autovia de l'Est, incorporar-se a la M-40 i seguir el pas anterior.

## Comunicació ferroviària
Al barri hi ha dues estacions situades junt a l'Avinguda d'Entrevías, ambdues amb servei de les línies  i  de Rodalies Madrid.
- Asamblea de Madrid-Entrevías
- El Pozo

## Festes
Se celebren dues festes anuals:
- La primera el dia de sant Isidre, el 15 de maig. És habitual la seva celebració al Carrer de la Sierra de Contraviesa.
- La segona, la Fiesta del Carmen (també dita la Fiesta de la Karmela), se celebra l'última setmana de juny i la primera de juliol, i té lloc al 'Parque de los Arbolitos', junt a l'Auditori.

## Llocs d'interès
Entrevías té, des dels anys 70, un dels majors parcs de Madrid; i, a més, un parc de passeig construït a la fi del segle XX i començaments del XXI, anomenat Parc del Soto de Entrevías. En aquest últim hi ha dos llacs, diversos tipus de plantes identificades adequadament i acompanyades de roques variades; a més d'unes increïbles vistes apreciables des del cim de la muntanya del parc, situat aquest, al seu torn, sobre el Parc del Soto.
En 1999, l'estació ferroviària d'Entrevías va ser reanomenada, passant a dir-se Asamblea de Madrid - Entrevías, per trobar-se propera a la recent ubicació de l'Assemblea de Madrid. No va ser solucionat l'entorn de l'estació com havia estat expressat als veïns per les Institucions oficials: com una connexió entre els dos costats de les vies ferroviàries que tanquen al barri; però sí que va adquirir l'exterior una nova dimensió apreciable des de bastant distància. Es va realitzar a la part alta de l'estació un suggeridor jardinet la millor qualitat del qual és la de constituir un mirador sobre Madrid Sud, a un costat, i la mateixa ciutat de Madrid a l'altre.